# Gino Bechi
Gino Bechi (16 de octubre de 1913 - 2 de febrero de 1993) fue un cantante de opera de nacionalidad italiana. Con voz de barítono, habitualmente cantó un repertorio italiano, interpretando especialmente obras de Verdi.

## Biografía
Nacido en Florencia, Italia, cursó estudios en su ciudad natal con los maestros Raul Frazzi y De Giorgi, teniendo lugar su debut en Empoli, en 1936, interpretando a Germont en La traviata.
Cantó por toda Italia, actuando frecuentemente en el Teatro de la Ópera de Roma entre 1938 y 1952, y en el Teatro de La Scala desde 1939 a 1953, donde cantó el papel del título en Nabucco en la reapertura del local en 1946.
Pronto pasó a ser uno de los más importante barítonos dramáticos de su época, interpretando obras como Rigoletto, El trovador, Un baile de máscaras, La fuerza del destino, Aida, Cavalleria rusticana, Andrea Chénier, El barbero de Sevilla y Hamlet.
Bechi no cantó con frecuencia fuera de Italia, aunque a finales de los años 1950 hizo algunas actuaciones en Inglaterra y América del Sur.
En su apogeo, Bechi poseía una voz oscura e incisiva, y era además un buen actor. Grabó discos junto a Maria Caniglia y Beniamino Gigli, con versiones de Un baile de máscaras, Aida, Andrea Chénier y Cavalleria rusticana, con dirección de Pietro Mascagni. También grabó El barbero de Sevilla. Existe una grabación pirata de Nabucco con Maria Callas, la cual se realizó en 1949. Otra obra en la que puede ser escuchado es el Prólogo de Pagliacci.
Bechi fue contratado varias veces para trabajar como actor cinematográfico en películas de carácter musical, algunas de ellas basadas en piezas de ópera. Sin embargo, se hizo conocido del gran público por su interpretación de la canción de Cesare Andrea Bixio La strada nel bosco, perteneciente a la banda sonora del film Fuga a due voci.
Gino Bechi se retiró de la escena en 1965, dedicándose a la enseñanza en una escuela de perfeccionamiento para jóvenes cantantes líricos en Florencia, siendo también presidente en Siena del concurso internacional de canto Ettore Bastianini. El cantante falleció en Florencia en 1993.

## Repertorio
- Franco Alfano
  - Resurrezione
  - Don Juan De Manara
- Vincenzo Bellini
  - Los puritanos de Escocia
- Georges Bizet
  - Carmen
  - Los pescadores de perlas
- Piotr Ilich Chaikovski
  - Eugenio Onegin
- Alfredo Catalani
  - La Wally
- Francesco Cilea
  - La arlesiana
- Gaetano Donizetti
  - Lucía de Lammermoor
  - La favorita
  - Poliuto
- Umberto Giordano
  - Andrea Chénier
- Charles Gounod
  - Fausto
- Ruggero Leoncavallo
  - Pagliacci
  - Zazà
- Pietro Mascagni
  - Cavalleria rusticana
- Jules Massenet
  - Thaïs
- Claudio Monteverdi
  - Il Combattimento di Tancredi e Clorinda
- Wolfgang Amadeus Mozart
  - Don Giovanni
- Giuseppe Mulè
  - La baronessa di Carini
- Amilcare Ponchielli
  - La Gioconda
- Giacomo Puccini
  - Gianni Schicchi
  - La bohème
  - Tosca
- Ludovico Rocca
  - Monte Ivnor
- Gioachino Rossini
  - El barbero de Sevilla
  - Guillermo Tell
- Antonio Salieri
  - Falstaff ossia Le tre burle
- Richard Strauss
  - Salome
- Ambroise Thomas
  - Hamlet
- Giuseppe Verdi
  - Aida
  - Ernani
  - Falstaff
  - El trovador
  - La fuerza del destino
  - La traviata
  - Nabucco
  - Otelo
  - Rigoletto
  - Un baile de máscaras
- Richard Wagner
  - Siegfried

## Discografía
- Cavalleria rusticana, con Lina Bruna Rasa y Beniamino Gigli, dirección de Pietro Mascagni -  EMI 1940
- Andrea Chénier, con Beniamino Gigli y Maria Caniglia, dirección de Oliviero De Fabritiis - EMI 1941
- Un baile de máscaras, con Beniamino Gigli, Maria Caniglia, Fedora Barbieri y Tancredi Pasero, dirección de Tullio Serafin - EMI 1943
- Aida, con Maria Caniglia, Beniamino Gigli, Ebe Stignani, y Tancredi Pasero, dirección de Tullio Serafin - EMI 1946
- Carmen (en italiano), con Ebe Stignani, Beniamino Giglli y Rina Gigli, dirección de Vincenzo Bellezza - EMI 1949
- Nabucco, con Maria Callas, Luciano Neroni, Gino Sinimberghi y Amalia Pini, dirección de Vittorio Gui – grabación en directo en Nápoles 1949 ed. Cetra/Melodram/Urania/GOP
- Otelo, con Ramón Vinay y Renata Tebaldi, dirección de Gabriele Santini - grabación en directo en Nápoles 1952 ed. Bongiovanni
- El barbero de Sevilla, con Cesare Valletti, Dora Gatta, Melchiorre Luise y Nicola Rossi-Lemeni, dirección de Victor de Sabata – grabación en directo en La Scala 1952 ed. GOP/Memories/Urania
- El barbero de Sevilla, con Victoria de los Ángeles, Nicola Monti, Nicola Rossi-Lemeni y Melchiorre Luise, dirección de Tullio Serafin - HMV 1952
- La traviata, con Anna Moffo y Franco Bonisolli, dirección de Bruno Bartoletti - Eurodisc 1968

## Filmografía
- Fuga a due voci, de Carlo Ludovico Bragaglia (1943)
- Torna a Sorrento, de Carlo Ludovico Bragaglia (1945)
- Pronto, chi parla? (1946)
- Amanti in fuga (1946)
- Il segreto di Don Giovanni (1947)
- Arrivederci, papà! (1948)
- Una voce nel tuo cuore, de Alberto D'Aversa (1949)
- Follie per l'opera, de Mario Costa (1949)
- Signorinella (1949)
- Soho Conspiracy, de Cecil H. Williamson (1950)
- Aida (1953, voz)
- Canzoni a due voci (1953, voz)
- Sinfonia d'amore (1954)
- La chiamavan Capinera (1957)
- La traviata (1968)

## Vídeo
- Verdi – La traviata – Anna Moffo, Franco Bonisolli, Gino Bechi – Giuseppe Patanè (1968), VAI